# تساخیر
تساخیر (به لاتین: Tsakhir) یک منطقهٔ مسکونی در مغولستان است که در استان آرخانگای واقع شده‌است. تساخیر ۳٬۳۹۸ کیلومتر مربع مساحت دارد.